# جراحة الكسر الشعري
جِرَاحَةُ الكَسْرٌ الشَعْرِي (بالإنجليزية: Microfracture surgery)‏ هي تقنية جراحية لإصلاح الغضروف المفصلي عن طريق شَعْر العظم بإحداث كسور صغيرة فيه. مما يساعد الغضروف على ترميم نفسه من خلال ظاهرة تسمى الجلطة الكبرى (بالإنجليزية:super-clot)
العملية سريعة وتستغرق عادةً ما بين 30 إلى 90 دقيقة، وهي أحد العمليات الجراحية الطفيفة التوغل ،وفترة النقاهة عادةً أقصر بكثير من عملية تقويم مفاصل أو استبدال الركبة.
الغضروف المفصلي المتضرر لا يلتئم عادةً من تلقاء نفسه. تتسبب العملية في إطلاق الخلايا الجذعية من نخاع العظام، حيث تساعد بإصلاح الغضروف حيث تتكون أنسجة ليفية أو غضروف شبه زجاجي. والشفاء يعتمد على عدة عوامل، منها الجنس وعمر الفرد، وحجم عيب الغضروف المفصلي.

## التاريخ
طُورت الجراحة في أواخر الثمانينيات وأوائل التسعينيات من قبل الدكتور ريتشارد ستيدمان من عيادة ستيدمان-هوكينز في فيل، كولورادو. أجرى ستيدمان عددًا من الاختبارات على الخيول.

## آلية العملية
تجرى الجراحة عبر تنظير المفصل، فبعد تنظيف المفصل من الغضاريف المتكلسة. تحدث كسور صغيرة تحت الغضروف. يخرج منها الدم ونخاع العظام (الذي يحتوي على خلايا جذعية ) من الكسور، مما يخلق جلطة دموية تساعد على بناء الغضاريف. هذه العملية أقل فعالية في علاج المرضى الكبار، أو المرضى الذين يعانون من زيادة الوزن، أو تلف في الغضاريف أكبر من 2.5 سم. علاوة على ذلك، هناك احتمالية عالية أنه بعد عام أو عامين فقط من بدء الجراحة أن تبدأ الأعراض في العودة.

## تقارير عن كفاءة عملية الكسر الشعري
أظهرت الدراسات أن العملية لا تملأ عيب الغضروف بشكل كامل، وتشكل الغضروف الليفي بدلاً من غضروف الهيالين. الغضروف الليفي ليس مثل الغضروف الهياليني وغير قادرة على الصمود أمام متطلبات الأنشطة اليومية مثل الغضروف الأصلي وبالتالي فهو أكثر عرضة لتجدد الإصابة. بالإضافة لذلك الجلطة الدموية تحتاج إلى الحماية وتستغرق الجلطة حوالي 8 إلى 15 أسبوعًا لتصير أنسجة ليفية وعادة ما تكون عبارة عن التهاب غضروفي ليفي لمدة أربعة أشهر تقريبًا بعد الجراحة.
هناك بديل عن هذه العملية ويتم ذلك عبر زراعة الخلايا الغضروفية.

## رياضون خضعوا للعملية
هناك العديد من الرياضيين المحترفين البارزين الذين خضعوا لهذا العملية، الجراحة لم تكن حلاً سحريًا وكانت النتائج متفاوتة. عدد من اللاعبين اعتزلوا ولم يكن بمقدورهم العودة لسابق مستواهم على الرغم من الجراحة. ومع ذلك، فقد تمكن بعض اللاعبين مثل جيسون كيد، وستيف يزرمان، وجون ستوكتون، وكيني مارتن، وزاك راندولف من العودة لمستواهم السابق نسبيًا.

## التعافي
أظهرت إحدى الدراسات أن معدل النجاح يتراوح بين 75 و 80 بالمائة بين المرضى الذين تبلغ أعمارهم 45 عامًا أو أقل. الجزء الأصعب هو القيود المفروضة على المريض خلال فترة النقاهة بعد العملية من أجل إعادة النمو المثلى لسطح المفاصل، يحتاج المرضى إلى التحلي بالصبر الشديد.عادة ما يحتاجون إلى العكازات من أربع إلى ستة أسابيع (أحيانًا أطول). في بعض الأحيان هناك حاجة إلى هدفين. كل هذا يعتمد على حجم و / أو موقع عيب سطح المفصل الذي يتم إصلاحه أو تجديده. يتم تشجيع المرضى على قضاء ما يقرب من 6-8 ساعات في اليوم على جهاز CPM الذي يساعد على إعادة النمو المثلى لسطح المفصل.